# Wapen van Paraguay
Het wapen van Paraguay bestaat uit de Sello Nacional op de voorkant en de Sello de Hacienda op de achterkant. De twee zijden van het wapen zijn te vinden op beide zijden van de Paraguayaanse vlag. Het staat in het witte middengedeelte van de vlag. Het wapen werd voor het laatst gewijzigd in juni 2013.
De voorkant van het wapen heeft een ronde witte achtergrond met de gele vijfpuntige ster, omringd door een palmtak aan de linkerkant en een olijftak aan de rechterkant, beide samengebonden, omringd door de naam van de staat: "REPÚBLICA DEL PARAGUAY" (In het Spaans voor, "REPUBLIEK VAN PARAGUAY").
Op de achterkant van het wapen staat een gouden leeuw voor de staf en de Frygische muts met het Nationale Motto: "PAZ Y JUSTICIA" (in het Spaans voor "Vrede en Gerechtigheid").
De achterkant van de zegel staat waarschijnlijk het meest prominent op de achterkant van de Paraguayaanse vlag, maar wordt ook gebruikt door het Hooggerechtshof van Paraguay en staat naast de voorkant op bankbiljetten van de nationale munteenheid, de guaraní.
Het eerste ontwerp van het wapen stamt uit het jaar 1820, uit de tijd van de dictatuur van Francia.

## Vorige versies

(1842–1990, voorkant)
(1842–1990, achterkant)
(1990–2013, voorkant)
(1990–2013, achterkant)

Argentinië · Bolivia · Brazilië · Chili · Colombia · Ecuador · Guyana · Paraguay · Peru · Suriname · Trinidad en Tobago · Uruguay · Venezuela
Afhankelijke gebieden

Falklandeilanden · Frans-Guyana · Zuid-Georgia en de Zuidelijke Sandwicheilanden